# Албрехт III фон Лайзниг
Албрехт III фон Лайзниг (на немски: Albrecht III von Leisnig; † 2 март 1312) е епископ на Майсен (1296 – 1312).

## Живот
Той е син на бургграф Алберо II/Албрехт фон Лайзниг († сл. 1258) и внук на бургграф Герхард фон Лайзниг-Гройч († 1213). Брат е на бургграф Алберо III фон Лайзниг († 1308/1309) и полубрат на Албрехт фон Зееберг, бургграф на Кааден и Билин, маршал на Бохемия († 1321), от първия брак на баща му с Юта фон Алтенбург († сл. 1268).
Албрехт III първо е домхер в Майсен и през 1296 г. е избран за епископ. Той е погребан в катедралата на Майсен.